# Саша Недељковић
Саша Недељковић (Београд, 9. новембар 1967) бивши је југословенски и српски фудбалер.

## Клупска каријера
Рођен је у Београду 9. новембра 1967. године. Играо је на позицији одбрамбеног играча. Наступао је за ОФК Београд и Рад. Након импресивне сезоне у дресу Рада, прешао је 1991. године у Црвену звезду. Није се дуго задржао у клубу, провео је у Црвеној звезди тек две сезоне. Био је резерва на утакмици Интерконтиненталног купа 8. децембра 1991. године између Црвене звезде и екипе Коло Коло.
У иностранству је играо за аустралијске клубове Хајделберг јунајтед и Аделејд сити.

## Трофеји

### Црвена звезда
- Интерконтинентални куп : 1991.
- Првенство Југославије : 1991/92.[3]